# Reacción de Nicholas
La reacción de Nicholas es una reacción orgánica en donde un catión propargílico, estabilizado por el carbonilo metálico octacarbonilo de dicobalto (Co2(CO)8), reacciona con un nucleófilo.  La desmetalación oxidativa da el alquino alquilado deseado.
Varios estudios sobre esta reacción se han publicado.

## Mecanismo de reacción
La adición del octacarbonilcobalto al éter propargílico (1) del intermediario de dicobalto 2.  La reacción con  HBF4 o un ácido de Lewis produce el catión propargílico estabilizado por el complejo de octacarbonildicobalto(3a y 3b).  La adición del nucleófilo seguida de una oxidación moderada rinde el alquino sustituido (5).
Como cualquier intermediario en las reacciones, el catión (propargilio)Co2(CO)6]+ 3, posee gran estabilidad. Así es posible observar a esos cationes en 1H NMR a 10 °C cuando son generados, utilizando ácido trifluoroacético deuterado. Posteriormente, Connor and Nicholas fueron capaces de aislar las sales de estos cationes 3 como sólidos estables color rojo oscuro por tratamiento de los alcoholes propargílicos acomplejados con Co2(CO)6 con un exceso de ácido fluoroantimónico o eterato del ácido tetrafluoróbórico. La razón por la que esos complejos son estables es la deslocalización significativa de la carga catiónica sobre el fragmento de Co2(CO)6.